# 向井智哉
向井 智哉（むかい ともや、1986年7月12日 - ）は、けん玉選手。

## 来歴
和歌山県立向陽高等学校、和歌山大学教育学部を卒業。高校・大学と硬式野球部に所属していた。本職は和歌山県和歌山市の公立小学校教員。その傍ら、けん玉の普及・発展に携わっているけん玉選手である。けん玉パフォーマー、けん玉伝道師として各地で活動している。
フランスでの国際大会「ヨーロッパけん玉オープン」で3連覇を達成。2015年には、全日本けん玉パフォーマンス大会で優勝。学級でけん玉を生かした取り組みを明治図書の『授業力＆学級統率力』にて紹介されている。2016年には、世界けん玉フリープログラム選手権大会で優勝。2019年には、世界けん玉道選手権大会で優勝し、5回目の世界タイトルを獲得した。